# Onthophagus pseudosanguineus
Onthophagus pseudosanguineus là một loài bọ cánh cứng trong họ Bọ hung (Scarabaeidae).